# چک رگه‌نخودی
چک رگ‌نخودی یا چک بوته‌ای رگه‌نخودی (نام علمی: Campicoloides bifasciatus) یک گونه از پرندگان خانواده مگس‌گیران است که در لسوتو، آفریقای جنوبی و سوازیلند یافت می‌شود. زیستگاه طبیعی آن علفزارهای دشت نیمه‌گرمسیری یا گرمسیری خشک است.